# Microsoft Xbox
Microsoft Xbox je igralna konzola šeste generacije, s katero je podjetje Microsoft vstopilo na trg igralnih konzol. V Severni Ameriki je bila predstavljena 15. novembra 2001, v preostalem delu sveta pa nekaj mesecev kasneje. Po Microsoftovih podatkih je bilo do 10. maja 2006 prodanih 24 milijonov enot.
Bila je prva igralna konzola, ki je vsebovala trdi disk za shranjevanje položaja v igrah, uporabnikovih nastavitev in drugih podatkov. Tudi preostanek strojne opreme je bil zasnovan na osebnih računalnikih, poganjal pa je operacijski sistem s prilagojenim jedrom Windows 2000.
Naslednik Xboxa je Xbox 360, ki ga je Microsoft pričel prodajati 22. novembra 2005. Najnovejši model Xboxa je Xbox One X.